# Lenguas yokuts
Las lenguas yokuts (también llamadas yokutsanas y mariposa) es un grupo de lenguas en peligro de desaparición habladas por la etnia yokut en la zona interior del sur de California y cercanías del valle de San Joaquin, Estados Unidos. Los parlantes de estas lenguas resultaron muy afectados por la acción de las enfermedades, por la labor misionera y por la fiebre del oro. La mayor parte de las mismas está actualmente extinguida.
El yawelmani del (yokuts del valle) y el wikchamni (tule-kaweah) son dos de las variedades yokuts mejor investigadas. Se estima que podría haber una veintena de lenguas yokutsanas, de las cuales actualmente sólo se hablan dos el tachi (25 hablantes) y el yokuts del pie norte de la colina (78 hablantes).

## Clasificación
Kenneth W. Whistler y Victor Golla (1986), proponen una clasificación muy detallada de las variedades conocidas de 28 variedades de yokuts, siendo varias de ellas dialectos mutuamente inteligibles. Estos autores señalan la dificultad de diferenciar entre "lengua" y "dialecto" por lo que el número de lenguas mutuamente inteligibles no es sencillo de determinar, dado prácticamente todas las variantes están extintas y no puede contarse con la competencia de hablantes nativos para decidirlo. En cualquier Whistle y Golla señalan que claramente no existe inteligibilidad entre las tres principales ramas de su clasificación el yokuts de Buena Vista, el yokuts del arroyo Poso (Poso Creek) y lo que ellos denominan yokuts "nim". En este último las variedades pueden agruparse en 6 grupos (Tule-Kaweah, yokuts del río Kings, Gashowu, yokuts del valle septentrional, yokuts del valle meridional y yokuts del extremo norte). Por lo que el número de lenguas yokuts diferentes estaría entre 3 y 8 lenguas diferentes.

### Clasificación interna

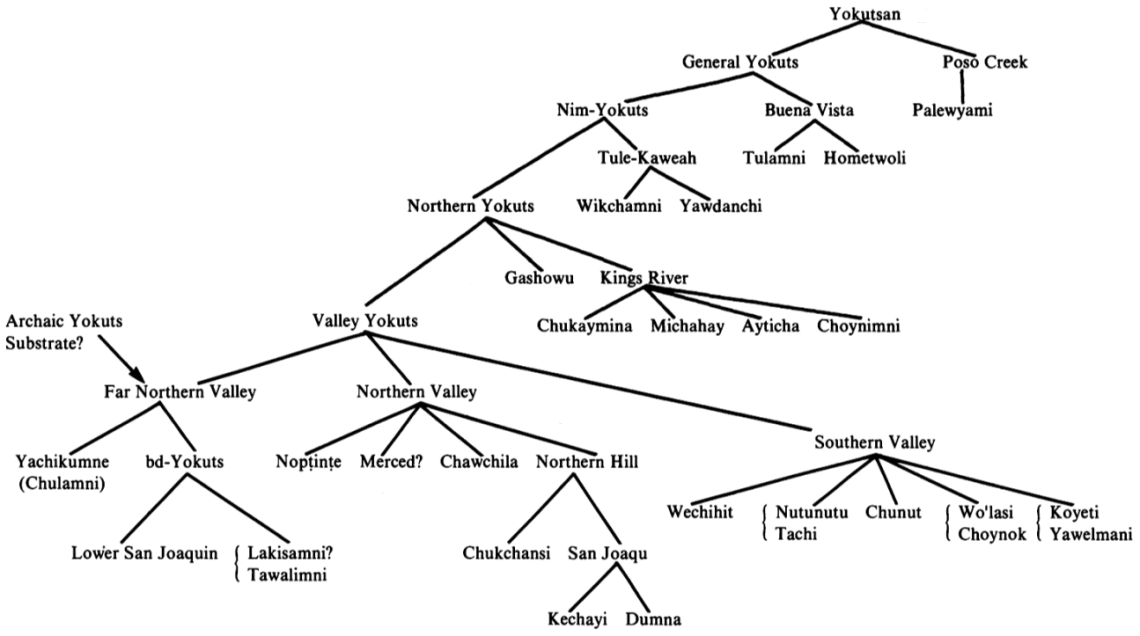
Clasificación propuesta para las lenguas Yokuts.

Algunas de las primeras clasificaciones dividían a la familia yokuts en 3 grupos principales cada uno de los cuales a su vez constaba de numerosas lenguas, dialectos y subdialectos. La siguiente clasificación aparece en Mithun (1999) y se basa en Whistler & Golla (1986) y Gamble (1987).
1. Yokuts de la falda de la montaña 25 hablantes (2000)
- Buena Vista

Tulamni

Hometwali
- Gashowu
- Kings River

Chukaymina

Michahay

Ayitcha (también llamada Aiticha, Kocheyali)

Choynimni (también Choinimni)
- Tule-Kaweah

Wikchamni

Yawdanchi (también Nutaa)

Bokninuwad
2. Palewyami (también llamada Poso Creek, Altinin) (†)

3. Yokuts del Valle (†)
- Far Northern Valley Yokuts (†)

Yachikumne (también Chulamni)

Lower San Joaquin

Chalostaca

Lakisamni

Tawalimni
- Northern Valley Yokuts (†)

Nopṭinṭe

Merced

Chawchila

Northern Hill

Chukchansi

Kechayi

Dumna
- Southern Valley Yokuts (†)

Wechihit

Nutunutu-Tachi

Chunut

Wo’lasi-Choynok

Koyeti-Yawelmani (también Yowlumni)

Wowol

Telamni
La Pawelyami parece estar extinguida. Muchos otros dialectos y subdialectos Yokuts están extinguidos. Se estima que existían unos 40 grupos lingüísticos diferentes antes del contacto con los europeos. Toda la variedad lingüística Yokuts está en peligro. El Tachi disfruta de un programa gubernamental para su protección. Otros pocos tienen asimismo algún tipo de programa de protección. En años recientes, Choinimni, Wikchamni, Chukchansi, Kechayi, Tachi, y Yawelmani tienen parlantes con dominio de la lengua, y un número variable de parlantes parciales. Chukchansi es actualmente una lengua escrita, al haberse desarrollado un alfabeto con subvención gubernamental. Además, se ha realizado un diccionario sobre esta lengua.

### Relaciones genéticas
Se ha propuesto que la familia Yokuts está relacionada con un hipotético grupo de Lenguas penutíes. Esta propuesta no ha podido demostrarse, pero muchos lingüistas la encuentran atractiva, sobre todo teniendo en cuenta la relación entre la familia Yokutsan y la Utian (nominada Yok-Utian por Catherine Callaghan).

## Descripción lingüística

### Fonología
El inventario consonántico reconstruido para el proto-yokuts:
|             | Labial       | Dental         | Retrofleja     | Palatal | Velar        | Glotal |
| ----------- | ------------ | -------------- | -------------- | ------- | ------------ | ------ |
| oclusiva    | *p, *pʼ, *pʰ | *t, *tʼ, *tʰ   | (*ṭ), *ṭʼ, *ṭʰ |         | *k, *kʼ, *kʰ | *ʔ     |
| africada    |              | (*c), *cʼ, *cʰ |                |         |              |        |
| fricativa   |              | *s             | *ṣ             |         | *x           | *h     |
| nasal       | *m, *mʼ      | *n, *nʼ        |                |         | *ŋ, (*ŋʼ)    |        |
| aproximante | *w, *wʼ      | *l, *lʼ        |                | *y, *yʼ |              |        |

Donde los signos entre paréntesis indican sonidos cuya reconstrucción como parte del sistema fonológico es insegura y podrían ser simplemente alófonos de otros fonemas. El signo (ʼ) (=AFI (ˀ)) denota una consonante glotalizada, los signos /*c, *cʼ, *cʰ/ son las abreviaciones usadas por los americanistas para los signos del AFI /*ʦ, *ʦˀ, *ʦʰ/.
En cuanto a las vocales se reconstruyen cinco vocales breves y cinco vocales largas:
|          | breves   | breves  | breves    | largas   | largas  | largas    |
| -------- | -------- | ------- | --------- | -------- | ------- | --------- |
|          | anterior | central | posterior | anterior | central | posterior |
| cerradas | *i       | *i      | *u        | *ī       | *ī      | *ū        |
| medias   |          |         | *o        |          |         | *ō        |
| abiertas |          | *a      |           |          | *ā      |           |